# میتسوئو فوچیدا
میتسوئو فوچیدا (انگلیسی: Mitsuo Fuchida؛ زاده ۳ دسامبر ۱۹۰۲ درگذشته ۳۰ مه ۱۹۷۶ (۷۳ ساله)) یک فرد نظامی اهل ژاپن بود.